# Formica perpilosa
Formica perpilosa es una especie de hormiga del género Formica, familia Formicidae. Fue descrita científicamente por Wheeler en 1910.
Se distribuye por Canadá, México y los Estados Unidos. Se ha encontrado a elevaciones de hasta 1951 metros. Vive en microhábitats como rocas, piedras, debajo de madera, montículos y la vegetación.